# تاريخ المثلية الجنسية
تفاوتت المواقف الاجتماعية تجاه العلاقات المثلية عبر الزمان والمكان. وبالأخص في المثلية عند الذكور، فتراوحت المواقف من فرض العلاقات المثلية على الذكور، إلى دمجها بشكل عادي في المجتمع، مرورًا بقبولها، إلى اعتبارها خطيئة بسيطة، وقمعها من خلال القوانين والتشريعات القضائية، ووصولًا إلى تجريمها بعقوبة الإعدام. كما اختلفت المجتمعات في ما إذا كانت المواقف السلبية تجاه العلاقات بين الذكور تشمل جميع المشاركين، كما هو شائع في الديانات الإبراهيمية، أو تقتصر فقط على الطرف «المخترق» (المفعول به)، كما كان الحال في اليونان وروما القديمتين.
أما بالنسبة للمثلية عند الإناث، فقد حظيت باعتراف أقل، سواء من حيث القبول الصريح أو الرفض العلني، مقارنة بالمثلية الذكورية.
في العديد من الثقافات الشرقية القديمة والوسيطة، خصوصًا تلك المتأثرة بالبوذية والهندوسية والطاوية، كانت المثلية الجنسية مقبولة إلى حد كبير. وغالبًا ما يُناقش رهاب المثلية (الهوموفوبيا) في العالم الشرقي باعتباره تأثيرًا دخيلًا من العالم الغربي، حيث يرى البعض أن مفاهيم «التقدُّم» في ما يخص حقوق المثليين (مثل حقوق مجتمع الميم عين) تتسم بمركزية غربية لا تراعي الخصوصيات الثقافية الأخرى.
ويُعتقد أن الإمبراطورية الآشورية القديمة (من الألفية الثانية قبل الميلاد إلى الألفية الأولى بعد الميلاد) كانت تنظر إلى المثلية الجنسية «نظرة سلبية، وتُجرّمها على الأقل قانونيًا»، كما أن «الشريعة الزرادشتية» حرّمت المثلية. ومع انتشار «اليهودية» و«المسيحية» و«الإسلام»، انتشر رهاب المثلية في كثير من مناطق العالم الغربي. وتشير معظم المصادر القديمة السابقة للديانات الإبراهيمية إلى أن المثلية الذكورية ظهرت غالبًا في شكل «سيطرة ذكورية أو اعتداء جنسي».
كما لعبت الديانات الإبراهيمية دورًا محوريًا في نشر رهاب المثلية في أجزاء أخرى من آسيا، مثل الإسلام عبر «الإمبراطورية المغولية» (التي حرّمت المثلية) إلى مناطق في آسيا الوسطى والجنوبية والشرق الأقصى، أو المسيحية من خلال «المشاريع الاستعمارية الأوروبية» التي أدّت إلى فرض القوانين والقيم الغربية في مستعمراتها.
أثّرت أفكار التنوير الأوروبي بشكل غير مباشر في إلغاء تجريم العلاقات الجنسية المثلية في فرنسا عام 1789، وذلك ضمن مساعي الثورة الفرنسية لفصل القوانين الدينية عن القوانين المدنية. مع أن رهاب المثلية ظلّ حاضرًا بقوة في كل من الأنظمة الدينية والعلمانية، في محاولة لصون ما اعتُبر «أعلى المعايير الأخلاقية». كما ظهرت في القرن التاسع عشر، أولى الحركات المنظّمة للمثليين في ألمانيا، لا سيّما بعد الحرب العالمية الأولى. أما الحركة الحديثة لحقوق مجتمع الميم عين فقد انطلقت فعليًا في القرن العشرين، عقب انتفاضة «ستونوول» في نيويورك عام 1969، التي مثّلت لحظة مفصلية في النضال من أجل المساواة.
وقد نُسبت تسميات مثل «مثلي» أو «ثنائي الميول» إلى عدد من الشخصيات التاريخية البارزة، كالفيلسوف سقراط، والشاعر لورد بايرون، والملك إدوارد الثاني، والإمبراطور الروماني هادريان. غير أن بعض المفكرين، مثل ميشيل فوكو، رأوا في ذلك نوعًا من الإسقاط غير الدقيق للمفاهيم الحديثة حول الهوية الجنسية على مجتمعات لم تكن تؤطر العلاقات الجنسية بمثل هذه التصنيفات المعاصرة. في المقابل، شكك باحثون آخرون في هذا الرأي، معتبرين أن العلاقات المثلية كانت حاضرة بوضوح في تلك الأزمنة، حتى وإن اختلفت طريقة فهمها. كما يدّعي بعض أنصار النظرية التشييدية إلى أن الأفراد في العصور القديمة أو في القرون الوسطى لم يختبروا المثلية الجنسية كهوية جنسية ثابتة أو حصرية. ومع ذلك، قدّم الباحث جون بوزويل أدلة مضادة من خلال نصوص أفلاطون، التي تصف أفرادًا يبدون ميولًا مثلية حصرية، ما يشير إلى وجود فهم أكثر تعقيدًا للهوية الجنسية حتى في تلك الحقب التاريخية.

## الأمريكيتان

### المجتمعات الأصلية قبل الاستعمار
وجدت في العديد من شعوب السكان الأصليين في الأمريكيتين قبل الاستعمار الأوروبي، كانت هناك أدوارًا اجتماعية واحتفالية محترمة للأفراد المثليين، مزدوجي الميول، وغير الممتثلين جندريًا، وقد استمرت هذه الأدوار في العديد من مجتمعات الأمريكيين الأصليين والأمم الأولى حتى اليوم. ومع أن كل ثقافة من هذه الثقافات تمتلك مصطلحاتها الخاصة لوصف هؤلاء الأفراد، فقد تم اعتماد مصطلح حديث جامع في عام 1990 هو «ذو الروحين» (Two-Spirit).
لكن لم يلقَ قبولًا هذا المصطلح شاملًا؛ إذ انتقدته بعض المجتمعات التقليدية التي تمتلك بالفعل تسميات خاصة بها، كما رفضه آخرون بدعوى أنه يحمل دلالات ثنائية غربية، مثل الإيحاء بأن هذه الشعوب تعتقد أن هؤلاء الأفراد «ذكور وإناث في آن واحد». ورغم ذلك، فقد نال المصطلح قبولًا أوسع مقارنة بالمصطلح الأنثروبولوجي الذي جاء ليحل محله.
كما وُجد المثليون والأفراد ذوو الهويات الجندرية المتنوعة في حضارات أخرى في أمريكا اللاتينية قبل الغزو، مثل الأزتيك، والمايا، والكيشوا، والموشي، والزاباتيك، وشعب التوبينامبا في البرازيل.
وقد أصيب الغزاة الإسبان بالذهول عند اكتشافهم أن ما أسموه بـ «اللواط» كان يُمارس علنًا بين بعض الشعوب الأصلية، فسعوا إلى قمعه بوسائل بالغة العنف، إذ أنزلوا أقسى العقوبات بمن أطلقوا عليهم اسم «بيرداش»، شملت الإعدام العلني، والحرق، والتمزيق لأشلاء بواسطة الكلاب.
ما بعد الاستعمار
(انظر أيضًا: تاريخ مجتمع الميم عين في الولايات المتحدة، وتاريخ النساء المثليات الأميركيات، والرجال المثليين في التاريخ الأميركي)

## شرق آسيا
في شرق آسيا، تم توثيق الحب بين أفراد الجنس الواحد منذ أقدم العصور المسجّلة في التاريخ.
الصين
المثلية الجنسية موثقة على نطاق واسع في الصين القديمة، وقد تنوّعت المواقف تجاهها حسب الزمان، والمكان، والطبقة الاجتماعية. وقد رصد الأدب الصيني العديد من القصص التي تصوّر علاقات جنسية أو عاطفية بين الرجال.
في قصة «خوخة الزائدة» (余桃) التي تدور أحداثها في فترة الربيع والخريف، سجّل المؤرخ هان فَي حدث ما العلاقة بين مي زيشيا (彌子瑕) ودوق وي لينغ (衛靈公)، حيث قدّم مي زيشيا حبة خوخ لذيذة بشكل خاص لحبيبه.
أما في قصة «الكمّ المقطوع» (断袖)، فقد رُوي أن الإمبراطور آي من سلالة هان كان ينام بجانب حبيبه دونغشيان (董賢)، وعندما استيقظ، قطع كمّ رداءه بهدوء كي لا يوقظ دونغشيان الذي كان نائمًا فوقه.
وقد خلص العالِم بان غوانغدان (潘光旦) إلى أن العديد من أباطرة سلالة هان كانت لهم علاقات جنسية مع رجال. ومع ذلك، باستثناء حالات معينة كحالة الإمبراطور آي، يبدو أن الرجال الذين أُشير إليهم في السجلات الرسمية لعلاقاتهم المثلية كانوا يمارسون حياة جنسية مغايرة أيضًا.
بدأت الصين مع صعود سلالة تانغ، تتأثر بشكل متزايد بالأعراف الجنسية للأجانب القادمين من غرب ووسط آسيا، وبدأت الرفيقات أو العشيقات الإناث يحللن محل الرفقاء الذكور من حيث المكانة والنفوذ داخل الأسرة. وكانت سلالة سونغ التي تلتها هي آخر سلالة تضم فصلًا خاصًا عن الرفقاء الذكور للأباطرة ضمن الوثائق الرسمية.
وخلال هذه السلالات، بقيت المثلية الجنسية مقبولة بشكل عام، إلا أن مكانة العشاق الذكور بدأت تُعتبر أقل شرعية مقارنة بالزوجات، وأصبح يُتوقَّع من الرجال عادةً أن يتزوجوا ويواصلوا نسل العائلة.